# Christian Wirth
Christian Wirth (germană: [vɪʁt] ⓘ; n. 24 noiembrie 1885, Balzheim, Baden-Württemberg, Germania – d. 26 mai 1944, Hrpelje-Kozina, Slovenia) a fost un polițist german și ofițer SS care a fost unul din cei mai importanți arhitecți ai programului de exterminare a poporului evreu din Polonia, cunoscut sub numele de Operațiunea Reinhard. Poreclele sale erau Christian cel Groaznic (germană Christian der Grausame) și Christian cel Sălbatic.
Wirth a lucrat în cadrul programului Aktion T4, în care persoanele cu dizabilități au fost ucise prin injecție letală respectiv prin gazare. În acest sens a fost staționat la Alkoven, lângă Linz. În lagărul de exterminare de acolo au fost uciși peste 30.000 de oameni, în special persoane cu handicap fizic sau psihic, dar și adversari politici ai regimului, respectiv peste 300 de preoți catolici.
Ulterior a lucrat la Operațiunea Reinhard, de realizare a altor lagăre de exterminare în scopul omorârii în masă. Wirth a servit ca inspector al tuturor taberelor operațiunii Reinhard. El a fost primul comandant al lagărului de exterminare din Bełżec. Ulterior a fost omorât de partizanii iugoslavi în Hrpelje-Kozina, lângă Trieste.

## Legături externe
- Christian Wirth